# Praça da Figueira
La Praça da Figueira, en español plaza de la higuera, es una plaza cuadrada situada en la Baixa de Lisboa, en los alrededores de la plaza de Pedro IV (Rossio). Antes del Terremoto de 1755, su espacio albergó al Hospital Real de Todos os Santos, cuyos cimientos aparecieron durante las obras de construcción del actual aparcamiento subterráneo.
Con la reconstrucción del marqués de Pombal, la plaza se transformó en el principal mercado de Lisboa, según decreto de 23 de noviembre de 1755, y tuvo diferentes nombres: Horta do Hospital, Praça das Ervas y Praça Nova. En 1834 se sembraron árboles y se iluminó. En 1885 se construyó un mercado cubierto, demolido en la década de los 50 del siglo XX. El 28 de agosto de 1950 el ayuntamiento de Lisboa publicó un edicto mediante el cual instituía el topónimo actual de la plaza. El metro llegó a la plaza en los años años 1960. En la actualidad, el espacio dejado por el mercado está rodeado por edificios de cuatro alturas que ocupan hoteles, tiendas y cafeterías, en uno de cuyos laterales destaca la estatua ecuestre en bronce de D. João I, colocada en 1971, obra de Leopoldo de Almeida.